# 存活率
存活率、生存率或存活期是生存分析中的一个指標，是指一群病人確診某種同一疾病后一定时间内仍然活着的人佔所有確診人數的百分比。該指標一般用於評估预后狀況以及疾病治疗方法。存活期通常从確診或治疗开始之日起计算。不過由于存活率是基于整个人群來計算，个人的预后情況可能於存活率有所不同。整體存活率的水平取决于治疗方法以及病人的总体健康状况。